# (38615) 2000 AV121
2000 AV121 (asteroide 38615) é um asteroide troiano de Júpiter. Possui uma excentricidade de 0.16299990 e uma inclinação de 3.96733º.
Este asteroide foi descoberto no dia 5 de janeiro de 2000 por LINEAR em Socorro.